# Sebastiaan Nieuwland
S.M. (Sebastiaan) Nieuwland (Hilversum, 1975) is een Nederlandse politicus en bestuurder. Sinds 16 september 2020 is hij burgemeester van Uitgeest.

## Biografie

### Opleiding en loopbaan
Nieuwland studeerde tot 2001 aan de pabo van de Hogeschool iPabo. Daarna was hij tot juni 2016 werkzaam als onderwijzer, adjunct-directeur en directeur in het basisonderwijs. Ook werkte hij als adviseur bij een leverancier op het gebied van educatie. Hij was van september 2018 tot juli 2019 directeur-bestuurder van de Bloemendaalse Schoolvereniging. 
Van 2018 tot 2020 studeerde hij bestuurskunde aan de Bestuursacademie Nederland.

### Politieke loopbaan
Nieuwland was van 2010 tot 2016 lid van de gemeenteraad van Heemstede, vanaf 2015 als D66-fractievoorzitter. Van juni 2016 tot mei 2018 was hij wethouder van Heemstede en had hij in zijn portefeuille Ruimtelijke Ordening en Volkshuisvesting, Sport, Onderwijs en Duurzaamheid. Van 2018 tot mei 2019 was hij opnieuw lid van de gemeenteraad en D66-fractievoorzitter van Heemstede.
Nieuwland was vanaf 28 mei 2019 wethouder van Vlaardingen. In zijn portefeuille had hij daarbij Financiën en inkoop, Externe financiering, Europese stimuleringsfondsen, Vastgoed en Grondzaken, inclusief Onderwijshuisvesting, Personeel en Organisatie, Digitalisering, data en dienstverlening en Duurzaamheid en energietransitie.
Nieuwland werd op 23 juni 2020 door de gemeenteraad van Uitgeest voorgedragen als burgemeester van deze gemeente. Op 31 augustus 2020 werd bekendgemaakt dat de minister van Binnenlandse Zaken en Koninkrijksrelaties de voordracht heeft overgenomen zodat Nieuwland middels koninklijk besluit per 16 september 2020 benoemd kon worden.

### Persoonlijk
Nieuwland is geboren in Hilversum, is getrouwd en heeft twee dochters.